# Systoechus scutellaris
Systoechus scutellaris är en tvåvingeart som först beskrevs av Christian Rudolph Wilhelm Wiedemann 1828.  Systoechus scutellaris ingår i släktet Systoechus och familjen svävflugor. Inga underarter finns listade i Catalogue of Life.